# Coniopteryx drammonti
Coniopteryx drammonti là một loài côn trùng trong họ Coniopterygidae thuộc bộ Neuroptera. Loài này được Rousset miêu tả năm 1964.